# Вёльблинг
Вёльблинг (нем. Wölbling) — ярмарочная коммуна (нем. Marktgemeinde) в Австрии, в федеральной земле Нижняя Австрия. 
Входит в состав округа Санкт-Пёльтен.  Население составляет 2546 человек (на 31 декабря 2005 года). Занимает площадь 32,26 км². Официальный код  —  31948.

## Политическая ситуация
Бургомистр коммуны — Готтфрид Краммель (СДПА) по результатам выборов 2005 года.
Совет представителей коммуны (нем. Gemeinderat) состоит из 21 места.
- СДПА занимает 11 мест.
- АНП занимает 9 мест.
- АПС занимает 1 место.